# Jänessaari, Nådendal
Jänessaari med Huhtluoto är en ö i Finland.   Den ligger i kommunen Nådendal i den ekonomiska regionen  Åbo ekonomiska region  och landskapet Egentliga Finland, i den sydvästra delen av landet, 180 km väster om huvudstaden Helsingfors. Arean är 0,28 kvadratkilometer.
Terrängen på Jänessaari är mycket platt. Öns högsta punkt är 21 meter över havet. Den sträcker sig 0,7 kilometer i nord-sydlig riktning, och 0,9 kilometer i öst-västlig riktning. Huhtluoto är en före detta ö som har vuxit fast med Jänessaari. Huhtluoto ligger på öns södra kant.